# Иса Тленбаев
Иса Тленбаев (каз. Иса Тіленбаев 1829–1909) — казахский батыр и акын, бий из рода Адай, один из лидеров Адаевского восстания 1870 года.

## Биография
Иса Тленбаев совместно с Досаном Тажиевым, Алги Жалмамбетовым, Тилеуберген Ораковым, Шурен Имановым, Дихан Утеповым, Сугир Шабаевым и другими вместе возглавили восстание казахского племени адай, направленное против реформы Российской империи 1868 года.
В марте 1870 года, Тленбаев совместно с Досаном Тажиевым отразили экспедицию подполковника Рукина, экспедиция сопровождалась серией боёв между повстанцами и русскими. В последнем бою весь русский отряд был истреблен, сам Рукин застрелился. В апреле того же года восставшие осадили Александровский форт и разрушили находившийся там армянский рынок, арестовали купцов и промышленников, сожгли Николаевскую станицу и разрушили маяк в Карагантюбе. В декабря того же года, после поражения восстания, его предводители И. Тленбаев, Д. Тажиев, Е. Кулов, К. Ораков и многие другие
адайцы, опасаясь преследования царских войск, откочевали в пределы Хивинского ханства.
После похода русской армии на Хивинское ханство в 1873 году, царские наместники помиловали
руководителей Адаевского восстания. Тленбаев вернулся на
родину в 1874 году и более тридцати лет был волостным управителем.

## Творчество
За свою жизнь Тленбаев создал такие произведения как «Күйкеннен аттанарда», «Хиуаға кетерде», «Оязға барарда», «Сексен жас», «Болыс болып жүргенде», «Күн қайда», «Ояз алдында», «Досанды жоқтау», «Қара өлең» и другие стихи. Подвиги Тленбаева
воспевали такие акыны как Актан, Бала Ораз, Кашаган и Саттигул. Впервые его стихи были выпущены
в сборнике «Жырдария» в Актау 1995 году. 